# Pat Frink
Patrick Edward Frink (Wheat Ridge, 18 februari 1945 - Tucson, 6 mei 2012) was een Amerikaans basketballer.

## Carrière
Frink speelde collegebasketbal voor de Colorado Buffaloes van 1965 tot 1968. Hij werd als 27e gekozen in de NBA draft van 1968 door de Cincinnati Royals. Hij speelde een seizoen voor de Royals voordat hij door een blessure vroegtijdig zijn carrière moest afsluiten.
Na zijn basketbalcarrière zorgde Frink voor zijn zieke dochter en was actief als leerkracht en binnen verschillende goede doelen verbonden met daklozen en zieken. Frink overleed tijdens een auto-ongeluk in 2012.

## Privéleven
Zijn broer Mike Frink was een basketbalcoach.

## Statistieken

### Reguliere Seizoen
| Seizoen  | Team              | WG | WS | MPW | 2P%  | 3P% | FW%  | RPW | APW | SPW | BPW | PPW |
| -------- | ----------------- | -- | -- | --- | ---- | --- | ---- | --- | --- | --- | --- | --- |
| 1968/69  | Cincinnati Royals | 48 | –  | 7,6 | 34,0 | –   | 79,3 | 0,9 | 1,1 | –   | –   | 2,6 |
| Carrière | Carrière          | 48 | –  | 7,6 | 34,0 | –   | 79,3 | 0,9 | 1,1 | –   | –   | 2,6 |